# رواية إثارة تقنية

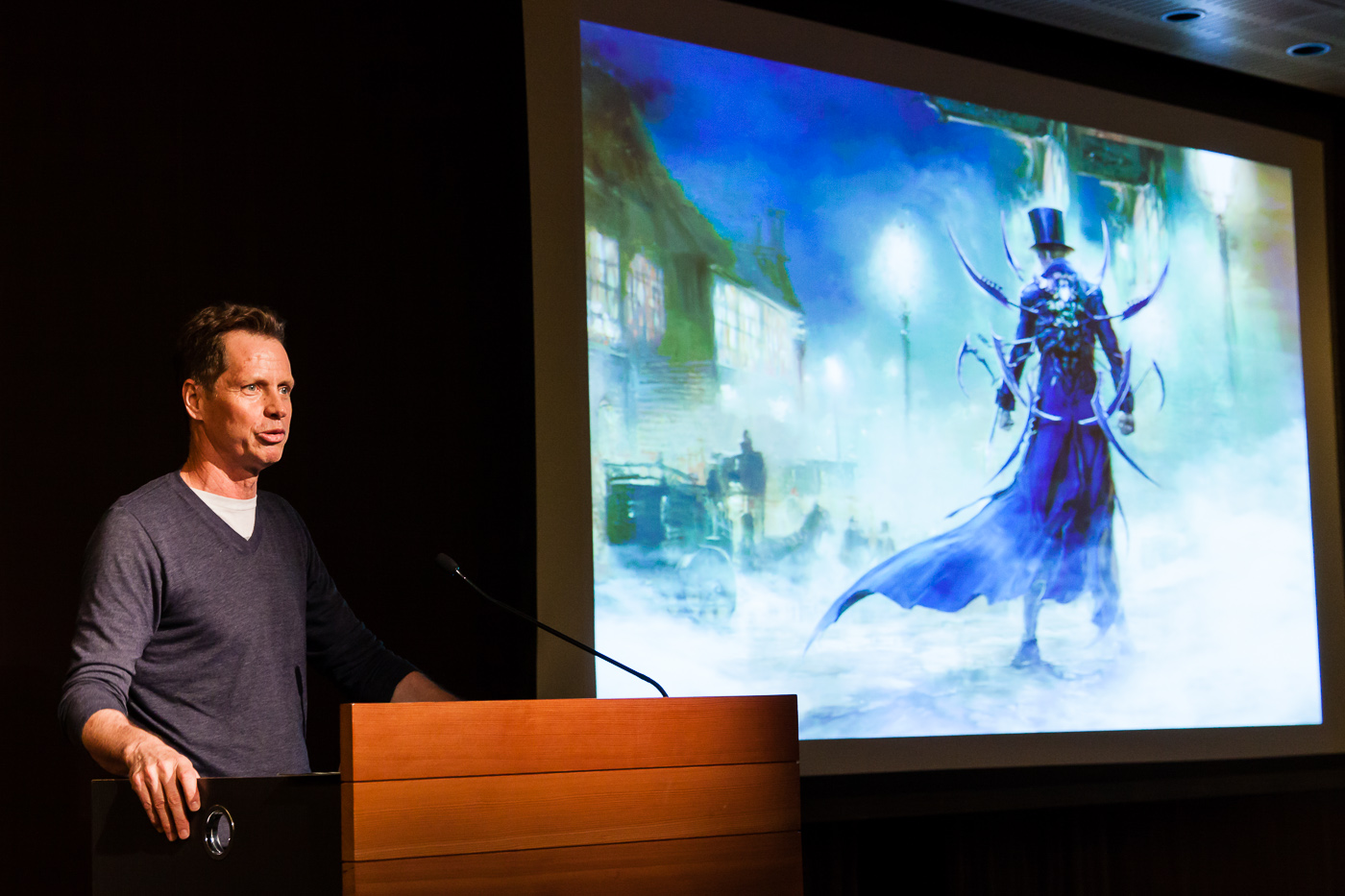
مؤلفا أدب الشباب، فرانك بيدور وإريك لاستر، يناقشا تأليف القصص وصناعتها ونشرها مع طلاب تعليم اللغة الإنجليزية.

رواية الإثارة التقنية (technothriller) هي نوع روائي هجين من عناصر من روايات الإثارة والخيال العلمي والرعب والجاسوسية والعنف والحرب.
وهي تتضمن قدراً كبيرا (مقارنة بالأنواع الروائية الأخرى) من التفاصيل التقنية حول موضوعها (وعادةً ما يكون التكنولوجيا العسكرية). وتكون رواية الخيال العلمي الصعب فقط هي التي تشبهها في ميلها إلى التفاصيل الداعمة على الجانب التقني. ويتم تصوير التفاصيل الداخلية للتكنولوجيا وآليات استخدام تطبيقاتها المتعددة (التجسس وفنون الدفاع عن النفس والسياسة) بشكل تفصيلي.
وقد ظهر هذا النوع الروائي وانتشر في أوائل القرن العشرين مع زيادة وانتشار التطور التكنولوجي الهائل في القرن العشرين. 